# Jan Charczewski
Jan Charczewski herbu Cholewa – kasztelan słoński w 1744 roku, miecznik przemyski w 1737 roku, starosta cieszkowski w 1737 roku.
Pochowany 6 kwietnia 1745 roku w  kościele Franciszkanów Reformatów w Przemyślu.